# Бернардино Фернандес де Киньонес-и-Энрикес
Бернардино Фернандес де Киньонес-и-Энрикес (исп. Bernardino Fernández de Quiñones y Enríquez; около 1462 — октябрь 1492) — испанский дворянин, граф де Луна (1491—1492).

## Биография
Старший сын Диего Фернандеса де Киньонеса (+ 1491), графа де Луна (1462—1491), и его жены Хуаны Энрикес де Гусман. Вполне вероятно, что его рождение произошло около 1462 года во дворце Палат-де-Рей в Леоне.
Он женился на Менсии де ла Вега в июле 1479 года. В то время он получил город Барсьяль-де-ла-Лома и его крепость, подаренные ему Диего Фернандесом, а также города Тордеумос, Кастрильо-де-Вильявега и Гуардо, которые получил от собственной жены. Однако его отец был не очень согласен с этой сделкой, и фактически в своем завещании он обвиняет Бернардино в «непослушании» по этому пункту. Наконец, различные факторы, такие как предыдущий брак его жены с Педро де Мендоса, собственная молодость Бернардино и «как мало они жили в согласии», в конечном итоге заставили его в 1485 году потребовать аннулирования брака перед епископом Леона, что свидетельствует о существовании дальней степени родства.
Бернардино Фернанде де Киньонес участвовал в обороне Аламы (1482—1484), а также во взятие Велес-Малаги (1487) (где он был ранен).
В том же году этих событий, 1487 году, он был назначен королевским континос. В следующем году он женился во второй раз на Изабель Осорио, сестре маркиза Асторги, а в 1491 году стал 2-м графом Луны из-за смерти своего отца Диего.
В 1480-х годах он начал судебный процесс, чтобы получить сеньорию Киньонес де Вальдеамуз, которое, по его словам, принадлежало к основной линии семьи Киньонес (хотя оно было передано его прадедом по отцовской линии второму сыну Суэро де Киньонес). Но он так и не смог дать отчет о последнем приговоре. Тяжело больной и в возрасте всего тридцати лет, он составил завещание в Лоберуэле, Вальядолид, 2 октября 1492 года и умер примерно в это же время, так как 11 числа того же месяца католические монархи сообщили о его смерти губернаторам крепостей, которыми он владел.
Бернардино Фернандес дважды был женат. Его первой женой в 1479 году стала Менсия де ла Вега Сандоваль, дочь Диего де Сандоваля, сеньора де Баабон, Вильовела и Террадильос, и Леонор де ла Вега. Первый брак был бездетным.
В 1488 году его второй женой стала Изабель Осорио, дочь капитана Альвара Переса Осорио, 1-го герцога де Агилара, и Леонор Энрикес и Киньонес. У супругов было трое детей:
- Франсиско де Киньонес и Осорио, 3-й граф де Луна (+ 1529). Был женат на Марии де Мендосе Манрике, дочери графа де Бенавенте
- Мария де Киньонес и Осорио
- Бернардина де Киньонес и Осорио